# Rasmus Kristensen
Rasmus Nissen Kristensen, född 11 juli 1997, är en dansk fotbollsspelare som spelar för Leeds United. Han spelar även för Danmarks landslag.

## Klubbkarriär
Den 19 juli 2019 värvades Kristensen av Österreichische Bundesliga-klubben Red Bull Salzburg, där han skrev på ett femårskontrakt. Den 27 maj 2021 förlängde Kristensen sitt kontrakt i klubben fram till 2025.
Den 8 juni 2022 blev Kristensen klar för Leeds United, där han skrev på ett femårskontrakt. Den 14 juli 2023 lånades Kristensen ut till Serie A-klubben Roma på ett säsongslån.

## Landslagskarriär
Kristensen debuterade för Danmarks landslag den 4 september 2021 i en 1–0-vinst över Färöarna.

## Meriter
Ajax
- Nederländsk mästare: 2019
- Nederländsk cupvinnare: 2019

 Red Bull Salzburg
- Österrikisk mästare: 2020, 2021, 2022
- Österrikisk cupvinnare: 2020, 2021, 2022